# اوستاشناسی
اوستاشناسی دانش بررسی، واکاوی و خوانش متن‌های کهن اوستا، نسک آسمانی زرتشتیان است که آنگونه که دهخدا می‌نویسد یورشگران به ایران. در گذر زمان از شمار آنان کاسته‌اند و کم شمار ازین ماتیکان مانده است. هزوارش و همچنین شناخت زبان اوستایی نیز از اهداف است. این دانش در دوره نوین از سال ۱۷۵۸ (میلادی) که اروپاییان با اوستا آشنا شدند آغاز شد.

## تاریخچه
یک فرانسوی به نام انکتیل دوپرون در سال ۱۷۵۸ در هندوستان اوستا را نزد یک موبد پارسی به نام دستور داراب آموخت، وی در بازگشت به فرانسه به برگردان اوستا به فرانسوی پرداخت و در ۱۷۷۱ اوستای خود را به چاپ رساند. هم‌میهن دیگر او بورنوف در سال ۱۸۸۳ یسنا را به فرانسوی برگرداند و نشر نمود. از این تاریخ بود که اوستاشناسی پایه علمی گرفت چرا که بورنوف برای برگردان و فهم واژگان دست به روشی تازه زد، او برای دانستن معنای واژگان به سانسکریت که بسیار به اوستایی نزدیک است روی آورد و از همین راه دستور زبان اوستایی را نیز یافت.
نخستین اوستاشناس ایرانی ابراهیم پورداوود بود. او آموزگار دانشگاه تهران در سده ۱۲ و ۱۳ هجری بود و کاوش و جویش‌های بسیار برای شناخت و ترجمه اوستا کرد. چند نوشته او در هند نیز به چاپ رسیده است